# Richard Bruton
Richard Bruton, irl. Risteard de Briotún (ur. 15 marca 1953 w Dublinie) – irlandzki polityk i ekonomista, senator, długoletni deputowany, wiceprzewodniczący Fine Gael, minister. Brat Johna Brutona.

## Życiorys
Kształcił się w szkołach jezuickich – Belvedere College w Dublinie i Clongowes Wood College. Następnie studiował na University College Dublin i w Nuffield College w Oksfordzie, gdzie uzyskał kolejne stopnie w zakresie ekonomii. Pracował jako ekonomista w prywatnych przedsiębiorstwach i niezależnym instytucie badawczym ESRI.
Zaangażował się w działalność polityczną w ramach Fine Gael. W latach 1979–1982 zasiadał z jej ramienia w radzie hrabstwa Meath. Od 1991 do 1994 i od 1999 do 2003 był członkiem rady miejskiej w Dublinie. W 1981 wszedł w skład Seanad Éireann jako przedstawiciel panelu rolnictwa. W wyborach w lutym 1982 po raz pierwszy został wybrany do Dáil Éireann. Z powodzeniem ubiegał się o reelekcję w wyborach w listopadzie tego samego roku, a następnie w 1987, 1989, 1992, 1997, 2002, 2007, 2011, 2016 i 2020, wchodząc w skład niższej izby irlandzkiego parlamentu 23., 24., 25., 26., 27., 28., 29., 30., 31., 32. i 33. kadencji.
Od 1986 do 1987 był ministrem stanu w departamencie przemysłu i handlu. W grudniu 1994 objął urząd ministra ds. przedsiębiorstw i zatrudnienia w gabinecie kierowanym przez swojego brata. Stanowisko to zajmował do czerwca 1997. W 2002 ubiegał się o przywództwo w Fine Gael, w partyjnych wyborach zwyciężył jednak Enda Kenny. Richard Bruton pełnił funkcję wiceprzewodniczącego FG, utracił ją w 2010, kiedy to próbował doprowadzić do odwołania lidera swojego ugrupowania. Gdy w marcu Enda Kenny stanął na czele rządu, Richard Bruton otrzymał w nim tekę ministra ds. pracy, przedsiębiorstw i innowacji. W maju 2016 w drugim gabinecie tegoż premiera objął stanowisko ministra edukacji. Pozostał na nim również w utworzonym w czerwcu 2017 rządzie Leo Varadkara. W październiku 2018 przeszedł na urząd ministra ds. komunikacji, zmian klimatycznych i zasobów naturalnych. Funkcję tę pełnił do czerwca 2020.